# 李希言
李希言（?—?），唐朝宗室，唐高祖的曾孙，郑王李元懿的孙子，嗣郑王李璥的儿子。
神龙初年，唐中宗封李璥嫡子李希言为嗣郑王。景龙四年（710年），嗣郑王李希言等诸王共十四人，一起加授银青光禄大夫。唐玄宗开元年间，被任命为右金吾卫大将军。天宝初年，再为太子詹事同正员，去世。